# Sonny Greer

Sonny Greer

Sonny Greer (ur. 12 grudnia 1895 w Long Beach, zm. 23 marca 1982 w Nowym Jorku) – amerykański perkusista. Od 1919 roku muzyk występował w Waszyngtonie w Howard Theatre Orchestra. Wtedy też poznał Duke'a Ellingtona, który zaprosił go do współpracy. Greer zaproszenie przyjął i od 1924 do 1954 roku występował w Duke Ellington Orchestra, dzięki której zyskał popularność. Współpracował on również z takimi muzykami jak Johnny Hodges, Red Allen, Tyree Glenn czy J.C. Higginbotham. Występował także w latach 70. z Brooks Kerr's Trio.

## Wybrana dyskografia
- Duke Ellington and His Orchestra - Duke Ellington and His Orchestra (1941)
- Duke Ellington and His Orchestra - At the Cotton Club (1958)
- Earl Hines - Once Upon a Time (1966)